# Troppo vecchio per morire giovane
Troppo vecchio per morire giovane (Demasiado viejo para morir joven) è un film del 1989 diretto da Isabel Coixet.